# Slovenska Bistrica
Slovenska Bistrica () je manjše mesto v severovzhodni Sloveniji. Je upravno, kulturno in gospodarsko središče Občine Slovenska Bistrica. Ima izredno ugodno prometno lego, saj leži ob avtocesti A1 (Maribor - Ljubljana), obenem pa ostaja pomembno izhodišče za Podpohorske gorice, pohorska smučišča in gozdove. Ugodne življenjske pogoje je mesto nudilo prebivalcem že v davnini, danes pa tod živi in ustvarja 8.181 prebivalcev. Z mestom je zraščeno naselje Zgornja Bistrica, ki delno spada pod Slovensko Bistrico in leži nekoliko višje ob potoku Bistrica na pobočju Pohorja. 

## Etimologija
Vodno ime Bistrica je slovanskega izvora in izhaja iz občne besede bystrica v pomenu 'hitro tekoča voda', ta pa iz pridevnika bystrъ (hitro tekoč, deroč). 

## Zgodovina
Slovenska Bistrica velja za eno najstarejših mest na Slovenskem. Mesto je nastalo na križišču cest v smeri današnjega Maribora, Celja in Ptuja na ostalinah rimskega naselja Civitas Nagotiana. Zaradi ugodne lege je kraj zgodaj postal mesto in trgovsko središče. Prvotno naselje so okoli leta 1300 obdali z obrambnim zidom in na vogalih utrdili s stolpi. Mestne pravice je dobilo med 1297 in 1310, ko so tudi dovolili pobiranje mitnine Ptujčanom, ki so vozili blago na Koroško. Kot Slovenska Bistrica se mesto prvič omenja leta 1565, dotlej pa le kot Bistrica. Bistrica je utrpela škodo med turškim ropanjem in tremi požari, ki so ga vsakokrat upepelili. Večino stavb so postavili od 18. stoletja naprej, ko se je kraj zaradi razvoja obrti in furmanstva pričel hitro širiti.

## Znamenitosti
Mestu dajejo svojevrstno posebnost:
- Grad Slovenska Bistrica z grajskim parkom
- župnijska cerkev sv. Jerneja;
- cerkev sv. Marije sedem žalosti;
- cerkev sv. Jožefa;
- Marijino znamenje na Trgu Alfonza Šarha;
- zgodovinsko jedro Slovenske Bistrice - današnji Trg svobode.
- iz jugovzhodnega dela tega kraja izvira priimek Moka.

Kulturno pomembnih je še nekaj drugih zgradb ob cesti med Dunajem in Trstom.